# Dallas (Georgie)
Dallas je město v okrese Paulding County ve státě Georgie ve Spojených státech amerických. V roce 2011 žilo ve městě 11 579 obyvatel.

## Demografie
Podle sčítání lidí v roce 2000 žilo ve městě 5056 obyvatel, 2014 domácností a 1303 rodin. V roce 2011 žilo ve městě 5252 mužů (45,4 %), a 6327 žen (54,6 %). Průměrný věk obyvatele je 31 let (2011)